# 遺灰ダイヤモンド
遺灰ダイヤモンド（いはいダイヤモンド）とは、火葬後の遺灰や遺骨から抽出した炭素、あるいはその炭素を一部使用し、高温高圧合成法 (HPHT) または化学気相蒸着法 (CVD) により合成された、天然ダイヤモンドと同じ化学組成を持つ合成ダイヤモンドのこと。通称はメモリアル・ダイヤモンド。

## 概要
故人の一部を手元に保管したり身に着けることで、故人の家族の心の支えとなり、新しい形の供養としての意味合いを持つ。
また近年の墓地を持たない家庭の増加等により、遺灰ダイヤモンドそのものをお墓の代わりとする家庭も出現している。
髪の毛やペットの毛から抽出した炭素を使用してメモリアルダイヤモンド（毛髪ダイヤモンド）を製造する場合もある。
現在、こういった合成ダイヤモンドに使用された炭素の起源を科学的に証明する方法はない。
『オビラジR』などの情報番組で取り上げられたことがある。